# Afrikaanse langsprietmier
De Afrikaanse langsprietmier (Nylanderia jaegerskioeldi) is een mierensoort uit de onderfamilie van de schubmieren (Formicinae). De wetenschappelijke naam van de soort is voor het eerst geldig gepubliceerd in 1904 door Mayr.